# Ricinus
Ricinus é um género monotípico de plantas com flor pertencente à família das Euphorbiaceae. A única espécie incluída no género é Ricinus communis, o rícino ou mamona, cultivada nas regiões tropicais e subtropicais para produção do óleo de rícino e como planta ornamental. Dada a variabilidade morfológica da espécie e a sua ampla distribuição geográfica existem mais de duas centenas de táxons descritos para o género, actualmente consideradas como meros sinónimos taxonómicos de R. communis. Ricinus é único género da subtribo Ricininae.

## Classificação lineana do género
| Sistema | Classificação                      | Referência               |
| ------- | ---------------------------------- | ------------------------ |
| Linné   | Classe Monoecia, ordem Monadelphia | Species plantarum (1753) |